# The Witch’s House
The Witch’s House (魔女の家 Majo no Ie) ist ein Adventure-Horrorspiel des Entwicklers Fummy, dass am 3. Oktober 2012 zunächst als Freeware-Spiel veröffentlicht wurde.
Es wurde mit der Spiele-Engine RPG Maker VX entwickelt. In dem Spiel steuert der Spieler Viola, ein 13-jähriges Mädchen, welches inmitten eines Waldes aufwacht und nicht nach Hause findet. Stattdessen findet diese in einem scheinbar verlassenen und heruntergekommenen Anwesen Unterschlupf. Sie muss jedoch schnell feststellen, dass dieses Haus gefährlicher ist, als zunächst angenommen. So versucht der Spieler nun, aus dem Haus der Hexe zu entkommen.
Im Jahr 2018 erfuhr das Spiel ein Remake durch den Publisher Dangen Entertainment, welches mithilfe der Spiele-Engine RPG Maker MV umgesetzt wurde.
Das Spiel inspirierte zur Realisierung einer Light Novel, die im Jahr 2013 über den japanischen Verleger Enterbrain publiziert wurde und die Vergangenheit des Antagonisten erzählt. Im Jahr 2017 startete ein Ableger als Manga beim Verlag Kadokawa Shoten, der im Februar 2018 nach zwei Bänden abgeschlossen wurde.

## Gameplay
Bei The Witch’s House handelt es sich um ein Adventure-Horrorspiel, bei dem Spieler den Charakter Viola durch scheinbar verlassenes und verfallenes Haus steuert. Das Ziel des Spiels ist es, aus dem Haus zu entkommen.
Um dies zu erreichen, muss der Spieler zahlreiche, teils komplexe Puzzles und Rätsel lösen und dabei Gefahren ausweichen. Es gibt kein Kampfsystem. Dennoch kommt im Spiel ein Gesundheitssystem zum Einsatz. Sind die Gesundheitspunkte aufgebraucht, endet das Spiel in einem Game-Over. Manche getroffenen Entscheidungen und Interaktionen können auch zu einem sofortigen Ende führen. Im Spiel sind vier Enden möglich, die je nach Spielverlauf und den getroffenen Entscheidungen des Spielers herbeigeführt werden.
Im Remake des Spiels gibt es eine neue Schwierigkeitsstufe, wobei diese nach Abschließen und Erreichen des „wahren“ Endes freigeschaltet wird.
Bei Viola handelt sich um eine stille Protagonistin.

## Handlung
Viola, ein 13-jähriges Mädchen, wacht mitten in einem Wald auf. Der einzige Weg aus dem Wald wird von einem Wall aus Rosenranken versperrt, sodass sie nach einem anderen Weg sucht. Dabei findet sie ein scheinbar verlassenes und heruntergekommenes Haus. Da es bald Nacht wird, beschließt sie, dieses Haus zu betreten. Allerdings muss sie feststellen, dass der Ausgang verschwunden ist und nun einen Ausweg aus dem verwunschenen Haus sucht.
Auch muss sie feststellen, dass in jeder Ecke Gefahren lauern, die ihr nach dem Leben trachten. Auf der Suche nach einer Möglichkeit aus dem Haus zu entkommen, trifft sie auf eine sprechende schwarze Katze, die ihr die Hintergrundgeschichte des Hauses und dessen Bewohner offenbart. Viola ist im Haus der Hexe Ellen gefangen, die als kleines Mädchen von einer unbekannten Krankheit befallen war und von ihren Eltern vernachlässigt wurde. Die Katze selbst entpuppt sich als Dämon, der Ellen damals ihre magischen Kräfte verlieh.
Das Spiel hat mehrere Enden, die freigeschaltet werden können. Das Erreichen dieser Enden ist vom Spielverlauf, den getroffenen Entscheidungen und Handlungen des Spielers abhängig. In zwei der möglichen Spielenden wird offenbart, dass Ellen vor der Handlung des Spiels Violas Körper übernommen hat und versucht, diese in ihrem Haus einzusperren und so ihren Körper wiederherzustellen.

## Medien

### Light Novel und Manga
Am 31. Oktober 2013 veröffentlichte Fummy eine Light Novel beim japanischen Verleger Enterbrain unter dem Titel Majo no Ie: Ellen no Nikki (魔女の家 エレンの日記) mit Illustrationen von Oguchi. Dieser Roman erzählt Ellens Vorgeschichte bevor sie zu einer Hexe wurde. Eine Fassung in chinesischer Sprache wurde bei Chingwing Publishing veröffentlicht.
| Band | Veröffentlichung (Japan) | ISBN (Japan)           |
| ---- | ------------------------ | ---------------------- |
| 1    | 31. Okt. 2013            | ISBN 978-4-04-729171-3 |

Im Mai des Jahres 2017 wurde bekannt, dass die japanische Mangaka Yuna Kagesaki einen Manga-Ableger zum Roman erarbeitet. Dieser erschien zunächst im Magazin Dragon Age des Verlages Kadokawa Shoten und ist mit zwei Bänden abgeschlossen. Der US-amerikanische Verlag Yen Press veröffentlichte den Manga in englischer Sprache.
| Band | Veröffentlichung (Japan) | ISBN (Japan)           |
| ---- | ------------------------ | ---------------------- |
| 1    | 9. Dez. 2017             | ISBN 978-4-04-072530-7 |
| 2    | 9. Mai 2018              | ISBN 978-4-04-072709-7 |

### Computerspiel-Remake
Am 31. Oktober 2018 wurde ein Remake des Spiels unter dem Titel The Witch’s House MV auf der Plattform Steam veröffentlicht. Diese Spieleversion wurde vom Publisher Dangen Entertainment mithilfe der Engine RPG Maker MV entwickelt und verfügt über einer verbesserten Spielegrafik.
Im Oktober 2022 wurde das Remake für die Konsolen Xbox One, PlayStation 4 sowie der Nintendo Switch herausgebracht. Bereits im Juni 2020 wurde das Spiel für iOS- und Android-Geräte durch den Publisher Goodroid veröffentlicht.

## Rezeption
Dora von der Plattform Jayisgames.com schrieb in ihrer Rezension zum Freeware-Spiel, dass The Witch’s House, die „surreale Schauerlichkeit von Ib mit Tricks, Fallen und jede Menge Blut“ kombiniere. Laut Famitsu wurde das Freeware-Spiel bis Ende Oktober 2013 mehr als 200.000 mal kostenlos heruntergeladen, und zählt laut der Zeitschrift zu den drei beliebtesten Titeln des Genres in Japan neben Ib und Ao Oni. Laut Darkstorm, die den ersten Manga-Band für die Plattform Anime UK News besprach, schrieb, dass das Originalspiel durch Mundpropaganda und Let’s Plays auf sich aufmerksam machen konnte.
Kevin Lynn, der das Remake The Witch’s House MV für die Plattform AdventureGamers besprach, zeigte sich positiv überrascht von dem Spiel. Er schrieb, dass das Spiel sehr viele Todesszenarien aufbiete, die „überraschend und amüsant“ sein können. Lynn zog das Fazit, dass The Witch’s House ein positives Beispiel sei um aufzuzeigen, dass es kein großes Budget und keine aufwendige Spielegrafik notwendig seien, um ein gutes Horrorspiel zu entwickeln. Kazuma Hashimoto von RGPsite hingegen zeigte sich weniger beeindruckt von der Neuumsetzung des Spiels und kritisierte unter anderem die Erzählung der Handlung, die fehlende Schwierigkeit der Rätsel und die Einfachheit, diverse Tode zu umgehen. In seinem Fazit heißt es, dass das Spiel im Grunde „okay aber nicht spektakulär“ sei, im Vergleich zu ähnlichen Spielen mit besserer Handlung die in der Zwischenzeit veröffentlicht wurden.
The Witch’s House war eine Inspirationsquelle für die Entwicklung des RPG-Maker-Survival-Horrorspiels Chloe’s Requiem des Entwickler-Duos Buriki Clock.